# Oleg I de Chernígov
Oleg Sviatoslávich de Chernígov (en ucraniano y ruso: Олег Святославич), a veces también como de Tmutarakáñ, fue un príncipe ruríkido cuyas aventuras equívocas iniciaron los disturbios políticos en el Rus de Kiev entre los siglos XI y XII.
Era hijo de Sviatoslav II de Kiev y fue llamado Oleg como su tío abuelo. En la década de 1070, gobernaba las ciudades de Rostov y Lutsk, desde donde inició una incursión hacia Bohemia en 1076. Su padre murió el mismo año en Kiev, y fue sucedido por su hermano Vsévolod. Al fallar en llevarse bien con él, Oleg tuvo que huir hasta el dominio más distante de Cherníhiv en las costas del Mar Negro, al lugar llamado Tmutarakáñ. Allí, en 1078, hizo una alianza con los cumanos, y con su apoyo volvió al patrimonio de su padre, Chernígov. Fue la primera vez que un Gran Príncipe del Rus de Kiev, para lograr su cometido, hiciera entrar hordas paganas dentro de una ciudad rusa.
El 3 de octubre de 1078, las fuerzas de Oleg chocaron con Vsévolod de Kiev en la Nezhátinaya Niva (o Nezhátina Niva, actual Nizhin). Fue derrotado y escapó a Tmutarakáñ, donde los jázaros lo hicieron prisionero y lo mandaron encadenado a Constantinopla. El emperador, que era pariente y aliado de Vsévolod, lo desterró a Rodas. Allí se casó con la noble bizantina Teófano Mouzalonissa (Mouzalon), quien le dio varios hijos.
Cuatro años más tarde se encuentra activo en Tmutarakáñ, donde adoptó el título de "arconte de Jazaria". En 1094, vuelve con los cumanos a la Rus de Kiev y captura Cherníhiv. Allí se produjo una prolongada guerra interna con sus primos Sviatopolk y Vladímir Monómaco. Uno de los más prominentes príncipes del período kievita que nunca alcanzó el trono de Kiev, murió el 1 de agosto de 1115 y fue enterrado en Cherníhiv.
El Cantar de las huestes de Ígor lo llama Gorislávich, derivando este patrónimo de la palabra rusa para la penuria (gore) que causó con sus guerras. Sus descendientes, conocidos como Ólgovichi (Ольговичи), fueron rivales de los descendientes de Vladímir, conocidos como Monomájovichi (en:Monomakhovichi) en la lucha por la supremacía en la Rus de Kiev.